# Wolken (bei Koblenz)

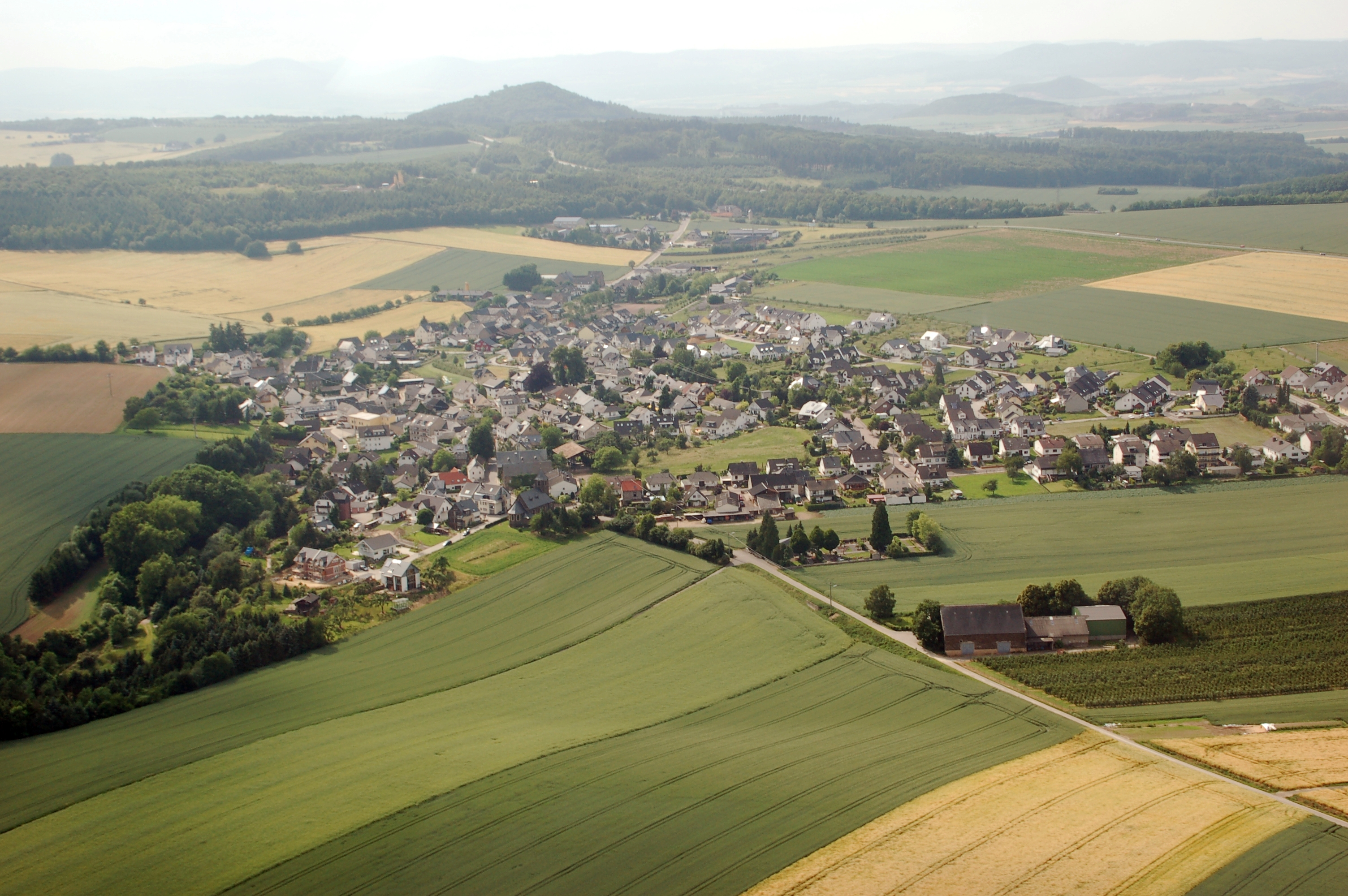
Gemeinde Wolken, Luftaufnahme 2007

Wolken ist eine Ortsgemeinde im Landkreis Mayen-Koblenz in Rheinland-Pfalz. Sie gehört der Verbandsgemeinde Rhein-Mosel an, die ihren Sitz in Kobern-Gondorf hat.

## Geographische Lage
Wolken liegt westlich der Stadt Koblenz in einer Flachmulde (ungefähr 240 m ü. NHN) vor dem Einschnitt des Belltales. Die Gemeinde ist Teil des Maifeldes und der Großregion Osteifel. Sie ist der einzige Eifelort der Verbandsgemeinde Rhein-Mosel. Westlich von Wolken, aber bereits auf der Gemarkung der Nachbargemeinde Kobern-Gondorf, liegt der Goloring, eine archäologische Anlage aus der Eisenzeit (siehe auch unten).
Nachbarorte sind Bassenheim im Norden und Kobern-Gondorf im Süden, dessen Gemarkung Wolken im Osten, Süden und Westen umschließt.

## Geschichte
Wolken wird erstmals in einer Urkunde der Abtei Rommersdorf aus dem Jahr 1162 erwähnt. Es bestand als ursprüngliche Weilersiedlung zunächst aus sechs oder sieben Höfen und einer Kapelle (1599 St. Margaretha). Landesherrschaftlich gehörte Wolken zu Kurtrier und war im 14. und 15. Jahrhundert dessen Amt Kobern zugeordnet.
Die Inbesitznahme des Linken Rheinufers durch französische Revolutionstruppen beendete die alte Ordnung. Der Ort wurde von 1798 bis 1814 Teil der Französischen Republik (bis 1804) und anschließend des Französischen Kaiserreichs. Wolken wurde der Mairie Winningen des Kantons Rübenach im Arrondissement Koblenz  des Rhein-Mosel-Departements zugeordnet. Hatte der Ort kirchlich bis 1806 zur Pfarrei Kobern gehört, kam er danach zur Pfarrei Bassenheim, blieb aber weiterhin eine eigenständige Kapellengemeinde. Politisch fiel Wolken nach der Niederlage Napoleons aufgrund der 1815 auf dem Wiener Kongress getroffenen Vereinbarungen zum Königreich Preußen und gehörte nun zum Kreis Koblenz des Regierungsbezirks Koblenz, der 1822 Teil der neu gebildeten preußischen Rheinprovinz wurde. Aus der Mairie wurde die Bürgermeisterei Winningen.
Als Folge des Ersten Weltkriegs war die gesamte Region dem französischen Abschnitt der Alliierten Rheinlandbesetzung zugeordnet. Nach dem Zweiten Weltkrieg wurde Wolken innerhalb der französischen Besatzungszone Teil des damals neu gebildeten Landes Rheinland-Pfalz. Am 7. November 1970 wurden der Landkreis Koblenz, dem auch Wolken angehörte, und der Landkreis Mayen zusammengelegt. Eine weitere Änderung der Verwaltungszuordnung Wolkens erfolgte am 1. Juli 2014, als die Verbandsgemeinde Untermosel, der Wolken bis zu diesem Zeitpunkt angehörte, mit Rhens zur heutigen Verbandsgemeinde Rhein-Mosel fusionierte.
War Wolken früher stark landwirtschaftlich geprägt, führte der Strukturwandel der letzten Jahrzehnte zu einer Entwicklung hin zur Wohngemeinde und zu einem deutlichen Anwachsen der Einwohnerzahl. Viele Arbeitnehmer pendeln beruflich zum nahen Oberzentrum Koblenz. Die Ortsgemeinde konnte im Jahr 2020 insgesamt 34 Grundstücke im Neubaugebiet „Erweiterung Lange Fuhr“ verkaufen, die seit dem 3. Januar 2022 bebaut werden.
Bevölkerungsentwicklung
Die Entwicklung der Einwohnerzahl der Gemeinde Wolken, die Werte von 1871 bis 1987 beruhen auf Volkszählungen:
| Jahr | Einwohner |
| 1815 | 85        |
| 1835 | 133       |
| 1871 | 228       |
| 1905 | 311       |
| 1939 | 316       |
| 1950 | 354       |

| Jahr | Einwohner |
| 1961 | 329       |
| 1970 | 340       |
| 1987 | 663       |
| 1997 | 696       |
| 2005 | 1.090     |
| 2023 | 1.136     |

## Politik

### Gemeinderat
Der Gemeinderat in Wolken besteht aus 16 Ratsmitgliedern, die bei der Kommunalwahl am 9. Juni 2024 in einer personalisierten Verhältniswahl gewählt wurden, und dem ehrenamtlichen Ortsbürgermeister als Vorsitzendem.
Die Sitzverteilung im Gemeinderat:
| Wahl | SPD | CDU | FWG * | WWG ** | WSW *** | Gesamt   |
| ---- | --- | --- | ----- | ------ | ------- | -------- |
| 2024 | –   | 7   | –     | –      | 9       | 16 Sitze |
| 2019 | 4   | 7   | 3     | 2      | –       | 16 Sitze |
| 2014 | 3   | 7   | 3     | 3      | –       | 16 Sitze |
| 2009 | 5   | 6   | 4     | 1      | –       | 16 Sitze |
| 2004 | 4   | 9   | 3     | –      | –       | 16 Sitze |

### Bürgermeister
Norbert Rausch (WSW) wurde am 9. Juli 2024 Ortsbürgermeister von Wolken. Da für die Direktwahl am 9. Juni 2024 kein Wahlvorschlag eingereicht worden war, erfolgte die Wahl gemäß rheinland-pfälzischer Gemeindeordnung durch den Rat der Gemeinde.
Rauschs Vorgänger Walter Hain (CDU) hatte das Amt von 2014 bis 2024 inne.

### Beigeordnete
Die Gemeinde Wolken hat drei Beigeordnete, die den Bürgermeister vertreten und mit ihm die Gemeindeverwaltung darstellen. Die Wahl der neuen Beigeordneten wurde am 3. September 2024 durch den Gemeinderat durchgeführt.
- 1. Beigeordneter und stellv. Bürgermeister: Bernhard Maas (WSW)
- 2. Beigeordneter: Marc Probst (CDU)
- 3. Beigeordnete: Ellen Linnebaum (CDU)

### Wappen
Das Wappen zeigt eine weiße Eiche mit acht Blättern und sieben Eicheln auf rotem Grund.

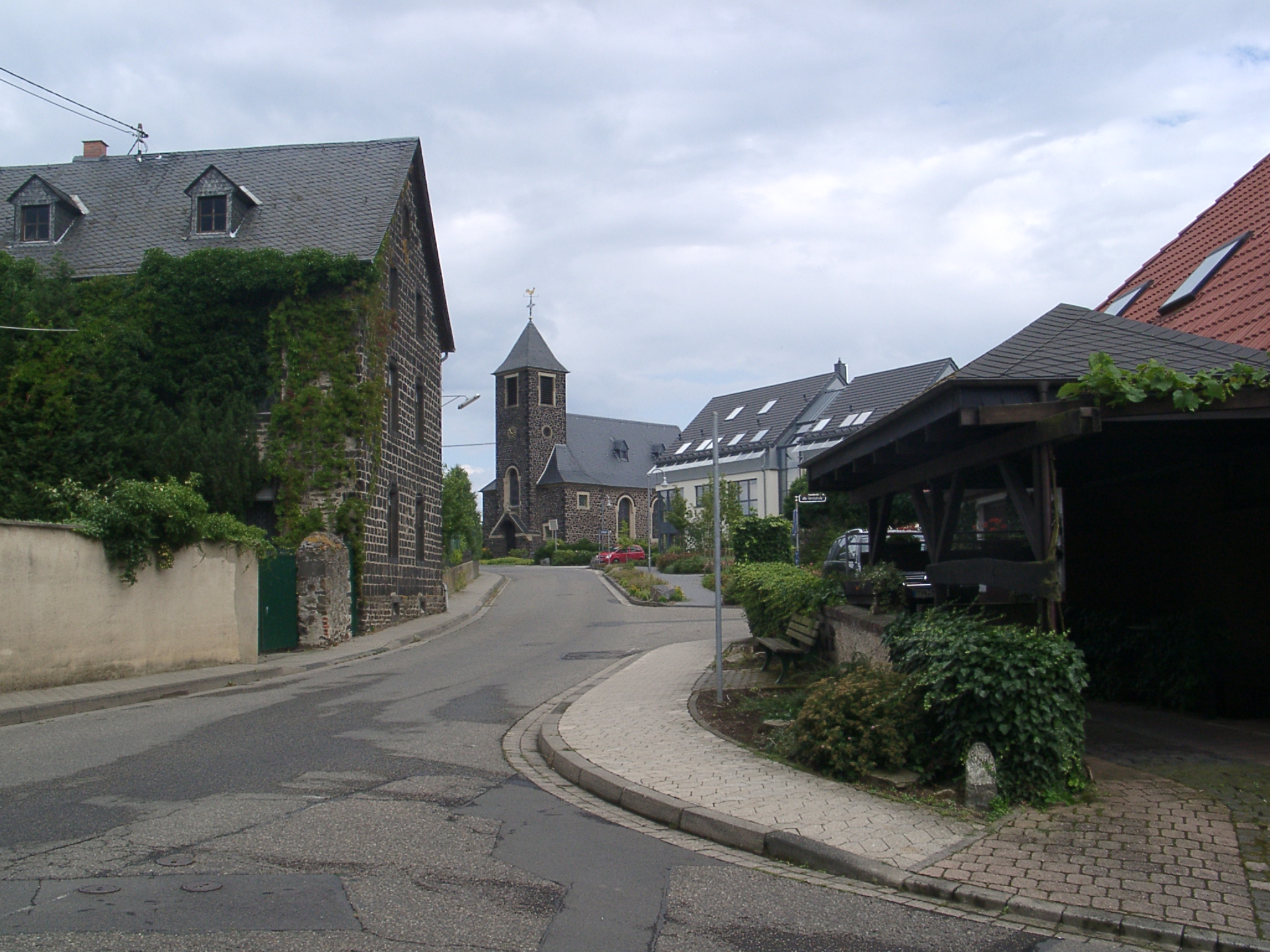
Ortsmitte

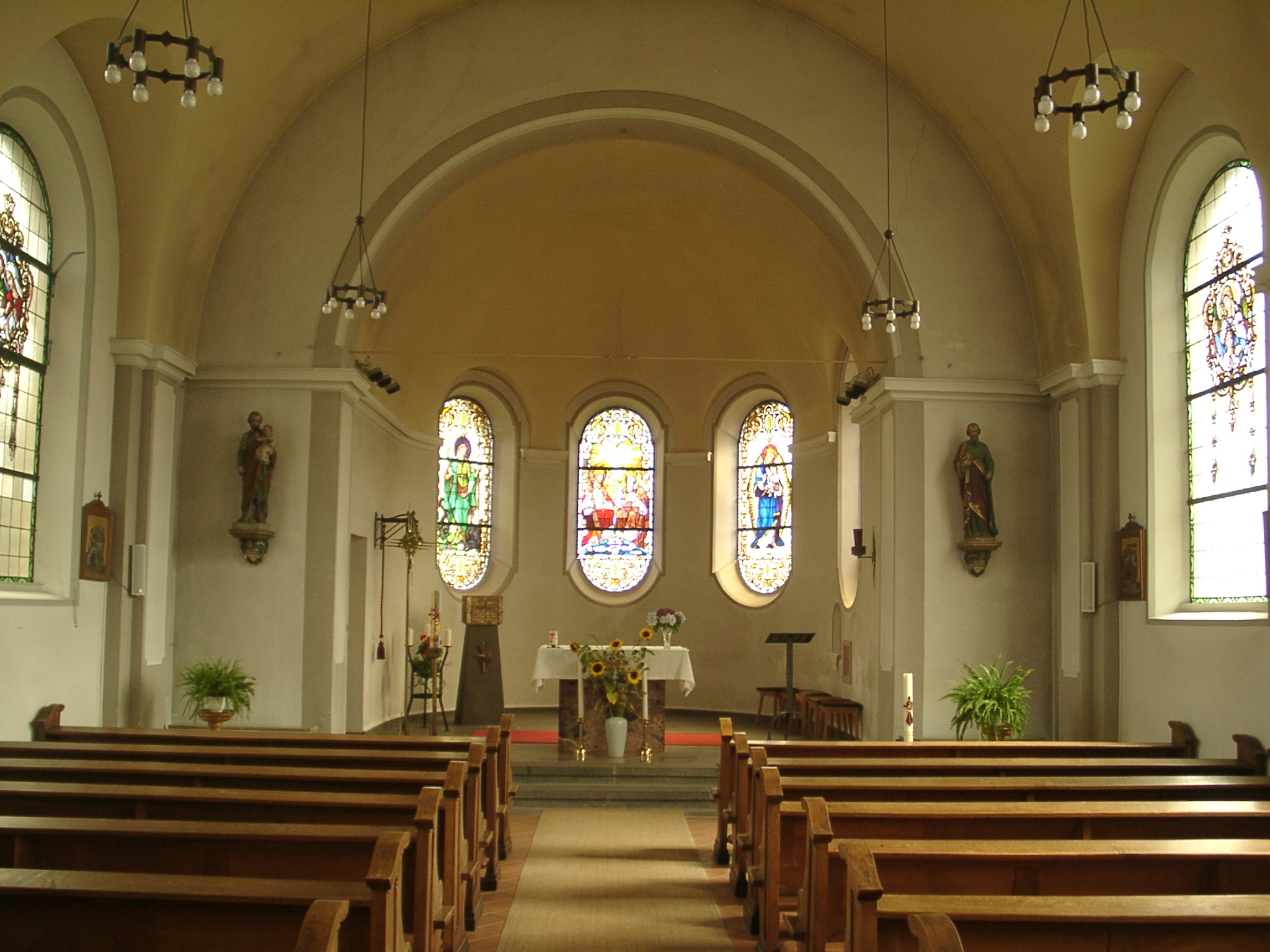
Innenraum der Kirche

## Kultur und Sehenswürdigkeiten

### Bauwerke
- Die alte Margarethen-Kapelle wurde 1837 abgebrochen. Die jetzige Kirche wurde 1923 errichtet.
- In der Nähe der Ortschaft liegt auf einem ehemaligen Bundeswehrgelände der Goloring, eine keltische Anlage. Das Gebiet ist Gemeindefläche von Kobern-Gondorf. Im Jahr 2005 hat sich in der Goloring-Halle in Wolken der Förderverein Goloring gegründet. Die vier umliegenden Gemeinden, Kobern-Gondorf, Ochtendung, Bassenheim, Wolken und der Landkreis Mayen-Koblenz kümmern sich um die vorkeltische mutmaßliche Henge-Anlage (Goloring). Wolken nennt sich seit 2005 auch die „Gemeinde am Goloring“, da Wolken nur knapp einen Kilometer von dieser Anlage entfernt liegt. Seit 2005 heißt die Bürgerhalle in Wolken Goloring-Halle.
- An der Straße nach Polch stehen an der Einfahrt nach Wolken eine mehrhundertjährige Eiche (Naturdenkmal) und eine kleine Kapelle. Dieser Ort wird auch Eiserne Hand genannt. Hat aber nichts mit der sagenumwobenen Eisernen Hand des Ritters Kuno an der Hunsrückstraße zu tun, sondern ist benannt nach dem gleichnamigen abgebrannten, zuletzt denkmalgeschützten ehemaligen Gasthaus mit Tanzsaal von Ende des 18. Jh., das dort stand.[16]
- Ganz in der Nähe des Golorings gibt es ein Naturschutzgebiet.

 Siehe auch Liste der Kulturdenkmäler in Wolken (bei Koblenz) und Liste der Naturdenkmale in Wolken (bei Koblenz)

### Vereine
- Frauengemeinschaft Wolken
- Förderverein Feuerwehr Wolken e. V.
- Förderverein Kindertagesstätte „Wildwiese“
- Interessengemeinschaft Wolkener Karneval (IWK)
- Kirmesgesellschaft
- „mezzoforte“ Wolken
- Pfarrgemeinderat
- SV Wolken
- Ortsverschönerungsverein
- Freundschaftskreis  Lux-Wolken e. V.
- Vereinsring Ortsgemeinde Wolken

### Umgebung
- Von Wolken aus erreicht man an der Eisernen Hand vorbei den Aufstieg zur Marienkapelle auf dem Karmelenberg des Karmelenbergs.

## Wirtschaft und Infrastruktur

### Wirtschaft
Das ehemalige Bauerndorf ist heute eine großstadtnahe Wohngemeinde. Erhebliche Teile der Feldflur werden von Landwirten aus anderen Gemeinden bewirtschaftet.
Am westlichen Rand von Wolken ist Anfang der 1990er Jahre ein kleines Gewerbegebiet entstanden.

### Bildung
Wolken hat seit 1991 einen eigenen Kindergarten. Die Wolkener Kinder besuchen die Grundschule in Kobern-Gondorf. Ebenfalls ist die Realschule plus für Wolken in Kobern-Gondorf angesiedelt. Die „ehemalige (Grund-)Schule“ wurde bis 2016 als Gemeindehaus genutzt. Seit 2021 ist die ehemalige Schule Ausweichquartier der Kita, da die Kita an der Goloringhalle angebaut und renoviert wird. Diese Maßnahme soll im Herbst 2022 abgeschlossen sein. Die Vorgängerschule (ehemalige Volksschule, in der alteingesessenen Bevölkerung „alte Schule“ genannt) war mit Inbetriebnahme der ehemaligen Schule und ihrer Auflassung bereits in den 1950er Jahren in ein Wohnhaus umgewandelt worden. Früher war es an einem etwa zwei Meter hohen Kreuz auf der Vorderseite erkennbar, heute erinnert nichts mehr an die Geschichte. Es steht in der Hauptstraße, Hausnummer 20.

### Verkehr
Der Ort liegt in unmittelbarer Nähe zur A 48, Abfahrt Ochtendung, und der A 61 mit der Abfahrt Koblenz-Metternich. Die Landesstraße L 52, die Koblenz mit Polch verbindet, führt am Ort vorbei.
Wolken ist Haltestelle der Regio Buslinie 340 zwischen Koblenz und Polch. Weiter führt die Buslinie 354 zwischen Plaidt und Kobern-Gondorf. Mit der Buslinie 302 sind Fahrten bis Andernach möglich. Eine Nachtbuslinie N24 fährt zwischen Koblenz über Wolken nach Münstermaifeld und zurück. Die Buslinien werden von der Gesellschaft Verkehrsbetriebe Mittelrhein (VREM) betrieben. Eine verbesserte ÖPNV-Anbindung wurde am 12. Dezember 2021 gestartet.
An der vier Kilometer entfernten Haltestelle „Amazon GVZ“ ist ein Umsteigen auf die Linie 14 der KOVEB möglich.

## Söhne und Töchter des Ortes
- Matthias Josef Raffauf (1798–1873), deutscher Gutsbesitzer und Politiker